# Ho sposato un'ombra
Ho sposato un'ombra (I Married a Dead Man) è un romanzo di Cornell Woolrich, pubblicato con lo pseudonimo di William Irish nel 1948.
Tradotto in numerose lingue, in Italia è uscito nel 1954, nella collana Il Giallo Mondadori, con il numero 285.

## Trama
Patrice e Bill Hazzard hanno tutto per essere felici: un matrimonio d'amore, una posizione sociale molto distinta, ricchezza, una splendida dimora, un bambino delizioso. Ma vivono nell'angoscia, a causa di un delitto che li porta a chiedersi quale dei due sia il colpevole.
Tutto è cominciato due anni prima, quando una giovane, munita di cinque dollari e incinta al nono mese, si mette su un treno diretto a San Francisco, con partenza da New York. Dei cinque dollari sono rimasti appena diciassette centesimi e la ragazza siede sulla valigia nel corridoio. Una simpatica e gioviale coppia la nota e i due, Patrice e Hugh Hazzard, si prodigano in gentilezze. Anche Patrice è in stato molto avanzato di gravidanza; essi vanno a vivere con i genitori di Hugh, che non hanno mai visto la nuora.
A sera, le due donne si ritirano nella toilette del treno. Patrice, tra le mille sciocchezze che succedono, insiste perché la nuova amica (presentatasi come Helen Georgesson) si provi la sua fede nuziale. Helen non vorrebbe fare questo gesto che le sembra di malaugurio, però la fede calza alla perfezione. Subito dopo il treno derraglia e Helen perde i sensi. Raggiunta dai soccorsi, si accorge di aver partorito: poi di nuovo il buio. Al risveglio è in ospedale, in una camera confortevole, con un bimbo bello e tranquillo. A causa della fede che aveva ancora al dito, è stata scambiata per Patrice Hazzard e da quel momento non riesce a far capire che si tratta di un errore. Hugh Hazzard è morto, come pure una ragazza trovata lì accanto, con diciassette centesimi nella borsetta.
Seguono giorni di grande apprensione: la nuova Patrice si accorge che i suoceri sconosciuti tengono moltissimo ad averla con loro e non risparmiano le spese per il suo benessere. Quando è in condizione di viaggiare, il personale ospedaliero si occupa di metterla su un treno con il bimbo. Alla stazione di arrivo, nella cittadina di Caulfield, vede dal finestrino due coniugi di mezza età che subito si fanno avanti amorevolmente. Condotta in casa, amata, protetta, non trova mai il coraggio di parlare, né di deporre l'ansia, tanto più che il fratello di Hugh, Bill, della sua stessa età, sembra guardingo e le tende qualche tranello. Col trascorrere del tempo, lei si convince che sta mentendo per il suo bambino, per l'affetto che riceve a piene mani e soprattutto perché, povera e ignota, non aveva mai saputo cosa significasse una famiglia come quella.
L'ansia si muta in angoscia quando cominciano ad arrivare a Patrice certe lettere anonime, con messaggi brevi, dai quali si capisce che è stata riconosciuta da qualcuno nella sua reale identità. Una sera, a una festa, è avvicinata da un tale che riesce a strapparla a Bill per un ballo: egli le intima di seguirlo fuori con una scusa, quindi comincia a ricattarla nel modo più squallido. Altri non è che Georgesson, un mascalzone, ma pur sempre colui che l'ha abbandonata dopo averla messa incinta, quindi il vero padre del bimbo creduto di Hugh. Esperto baro al gioco, ha escogitato un piano diabolico per succhiarle quanto denaro gli è possibile. Il piano dell'uomo prevede anche un matrimonio segreto con "Patrice Hazzard", al fine di sottrarle la parte di eredità che le dovrebbe spettare come presunta vedova di Hugh.
Eppure Patrice potrebbe chiedere aiuto, ma sempre qualcosa sembra impedirlo,  finché si arriva alla realizzazione del matrimonio segreto ed estorto con l'intimidazione. La resistenza della donna si rivela inutile e lei si trova sposata all'uomo che più odia. Reagisce infine, sulla via del ritorno, decide che la notte stessa lo ucciderà. Giunta a casa, nel silenzio, si appropria di una piccola pistola chiusa nello studio di papà Hazzard. Con uno stratagemma si procura l'indirizzo del suo carnefice, vi si reca. La porta è aperta, l'uomo si nasconde in camera: Patrice gli punta l'arma, ma fallisce il colpo e, soprattutto, si accorge di essere stata preceduta, perché Georgesson è morto per uno sparo alla tempia.
Il suo terrore aumenta ancora quando arriva Bill. L'occasione di Patrice per dire la verità è ormai inevitabile, ma lui non vuole sentirla e si preoccupa di far sparire ogni traccia della presenza di lei su quella scena. Insieme trasportano il morto lontano, lo fanno cadere sulla scarpata della ferrovia, poi ritornano a casa. Qui sono accolti dalla notizia che mamma Hazzard sta per morire e desidera vedere Patrice. Disperata, la giovane si precipita dalla moribonda che dimostra di sapere cosa è successo. Patrice riceve dalla madre una busta chiusa, il perdono e la richiesta di sposarsi con Bill, una benedizione.
Anche Bill le aveva dichiarato il suo amore e aveva capito che non si trattava della vedova di Hugh, ma di una giovane che nulla pretendeva per sé. Aveva fatto pedinare Georgesson da un investigatore, sapeva dove trovarlo. Dopo il funerale della mamma, in casa arrivano due poliziotti che cercano Bill e lo portano con loro. Così Patrice, sempre più inorridita, apre la busta che le è stata consegnata dalla madre e scopre che la donna si è accusata di avere ucciso Georgesson, perché avvertita dallo stesso investigatore che, con la forza, aveva costretto a un matrimonio indesiderato la sua carissima nuora. Quando, con immensa sorpresa, Patrice vede rincasare Bill, gli consegna la lettera e lui la strappa: non c'è bisogno di infangare una morta, lui non è accusato, ha solo dovuto riconoscere Georgesson, morto in un regolamento di conti tra delinquenti, secondo il verdetto della polizia.
Finalmente è arrivata l'ora per i due giovani innamorati di sposarsi e viene dato l'annuncio ai giornali. A cerimonia finita, gli sposi sono chiamati dall'avvocato di famiglia e ricevono un'altra lettera da parte della madre. Si ritirano per aprirla: contiene un'altra confessione in cui la donna dichiara di non aver mai ucciso Georgesson, perché già in preda alla crisi che l'avrebbe stroncata alla fine della notte. La sua coscienza è pulita e solo per amore di Bill e Patrice aveva redatto la precedente missiva, affinché non venissero mai accusati. Così per i novelli sposi si spalanca un abisso infernale: entrambi giurano di aver trovato già morto quel criminale, ma entrambi sanno che se uno è innocente, l'altro non potrà esserlo. E il senso di colpa li accompagnerà fino a quando l'uno o l'altra, incapace di sopportare oltre, se ne fuggirà nell'oblio.

## Opere derivate
I Married a Dead Man è stato adattato per il cinema in due occasioni:
- 1950, Non voglio perderti (No Man of Her Own), con Barbara Stanwyck, John Lund, Jane Cowl; regia di Mitchell Leisen[3][4];
- 1983, Ho sposato un'ombra (J'ai épousé une ombre), con Nathalie Baye, Francis Huster, Richard Bohringer; regia di Robin Davis.[5]
- 1996, Scambio di identità (Mrs. Winterbourne), con Shirley MacLaine, Brendan Fraser, Ricki Lake; regia di Richard Benjamin.

## Edizioni in italiano
- Cornell Woolrich (William Irish), Ho sposato un'ombra, I libri Gialli nuova serie n. 285, A. Mondadori, Verona-Milano 1954
- Cornell Woolrich (William Irish), Ho sposato un'ombra, I capolavori dei Gialli n. 158, A. Mondadori, Milano 1960
- Cornell Woolrich (William Irish), Ho sposato un'ombra, I Classici del Giallo n. 155, A. Mondadori, Milano 1973
- Cornell Woolrich (William Irish), Vertigine, introduzione di Roberto Barbolini, (contiene: Si parte alle sei, Vertigine senza fine, Ho sposato un'ombra), A. Mondadori, Milano 1989
- Cornell Woolrich, Ho sposato un'ombra, traduzione di Mauro Boncompagni, Mondadori, Milano 1992